# Wilhelm Liebknecht

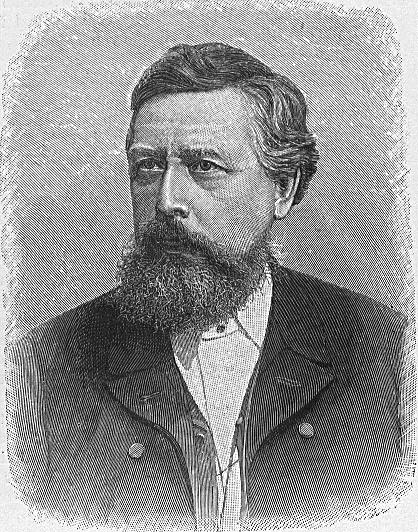
Wilhelm Liebknecht

Wilhelm Liebknecht (Gießen, 29 maart 1826 - Charlottenburg, 7 augustus 1900) was een Duits revolutionair, marxistisch theoreticus en sociaaldemocraat. Hij wordt gezien als een van de oprichters van de Sozialdemokratische Partei Deutschlands (SPD).

## Biografie
Wilhelm Liebknecht werd geboren in Hessen als zoon van een ambtenaar, Ludwig Christian Liebknecht, en diens echtgenote Katharina, geb. Hirsch. Al op 6-jarige leeftijd kwamen zijn ouders te overlijden en het vervolg van zijn opvoeding werd overgenomen door zijn familie. Hij ging naar het gymnasium en studeerde vervolgens filologie en theologie in Gießen en filosofie in Berlijn en Marburg. Daarnaast leerde hij twee ambachten: timmerman en boekenmaker.
Liebknecht was lid van de Bond der Communisten en lid van de Rijksdag. Tezamen met onder andere August Bebel was hij van 1876 tot 1878 partijvoorzitter.
Wilhelm Liebknecht was de vader van de politici Karl Liebknecht en Theodor Liebknecht.
- Bibliothèque nationale de France: cb12031379d (data)
- Gemeinsame Normdatei: 118572768
- Historisch woordenboek van Zwitserland: 028080
- International Standard Name Identifier: 0000 0003 6863 4053
- Library of Congress Control Number: n50050138
- Nationale Bibliotheek van Letland: 000002267
- Bibliotheek van het Japanse parlement: 00523832
- Nationale Bibliotheek van Tsjechië: jn20000701053
- Nationale bibliotheek van Australië: 35305105
- Nationale Bibliotheek van Israël: 987007264682305171
- Nationale Bibliotheek van Polen: a0000002664322
- Nederlandse Thesaurus van Auteursnamen: 070670293
- Istituto Centrale per il Catalogo Unico: RAVV040862
- LIBRIS: 286439
- SNAC: w6dj6bw4
- Système universitaire de documentation: 028487613
- Trove: 904938
- Virtual International Authority File: 27081024
- WorldCat: E39PBJgRQ3P3fwVbmhcQjxwV4q